# مارليك
مارليك (بالإنجليزية: Marlik)‏ هو موقع أثري قديم بالقرب من رودبار في محافظة جيلان، شمال إيران. يقع في وادي نهر الجوهرة، أحد روافد النهر الأبيض. يُعد موقعًا لمقبرة ملكية؛ حيث عُثر فيه على قطع أثرية يعود تاريخها إلى نحو ثلاثة آلاف عام، وتتميّز بعض هذه القطع بدقة صناعتها باستخدام الذهب.

## الآثار
يقع تل مارليك فوق نتوء صخري مغطى بطبقات سميكة من الرواسب، في قلب منطقة زراعية خصبة تحيط به بساتين الزيتون وأشجار الفاكهة، ويُشرف على مدرجات من حقول الأرز في المنحدرات السفلى للوادي. رغم أهميته الأثرية، تعرّض الموقع لعمليات نهب جزئية على يد لصوص الكنوز، كما اصطدم فريق التنقيب بعقبات خطيرة ناجمة عن الفساد المحلي، مما أعاق جهود البحث والاكتشاف.
اكتُشف في مارليك 53 قبرًا، حُفرت في الرواسب التي تغطي التل، وبعضها اخترق الصخور الصلبة. تراوحت تصاميم القبور بين حفر بسيطة مرصوفة بالحجارة وأخرى مشيدة بعناية بجدران من ألواح حجرية متماسكة بطين لاصق. مُعظم الحجارة كانت محلية، لكن في بعض القبور استُخدمت ألواح صفراء، ويُعتقد أن استخدام هذا الحجر المستورد يدل على مكانة اجتماعية عالية للمدفون. تراوح حجم القبور بين الصغير والكبير، وغالبًا لم يُعثر على بقايا عظمية واضحة. أما في القبور التي احتفظت ببقايا جزئية، فظهر أن الجسد وُضع على أحد الجانبين فوق لوح حجري، ومحاط بقطع جنائزية.
يُفترض أن الآثار تعود إلى جماعة بشرية كانت تتحدث إحدى اللغات الإيرانية، وهاجرت إلى إيران من آسيا الوسطى في أوائل إلى منتصف الألفية الثانية قبل الميلاد. ويُستدل على الطابع الإيراني المميز في هذا الموقع من خلال وفرة الأسلحة، ولوازم وقبور الخيل، والأواني المزودة بأنابيب صب، والتي وُجدت ضمن محتويات القبور. ومع ذلك، فإن النسبة الدقيقة لهذه الجماعة ما تزال في نطاق التخمين إلى حد كبير.

## معرض الصور

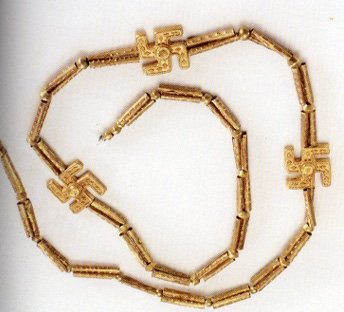
قلادة ذهبية مكونة من ثلاثة صلبان معقوفة وجدت في مارليك، تعود إلى الألفية الأولى قبل الميلاد.
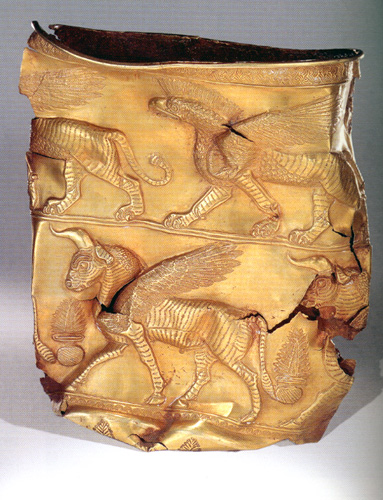
كأس ذهبية تُصوّر الفتخاء والبيغاسوس، اكتُشفت في مارليك، في النصف الأول من الألفية الأولى قبل الميلاد.
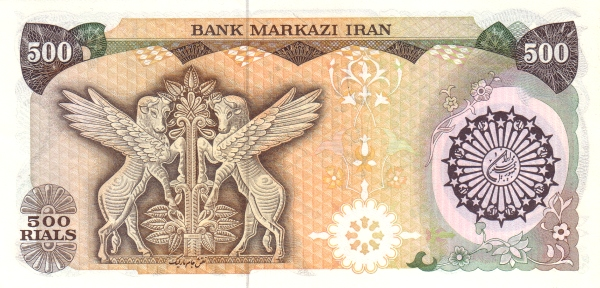
نمط كأس مارليك على أوراق الخمسمائة ريال من عهد السلالة البهلويّة.
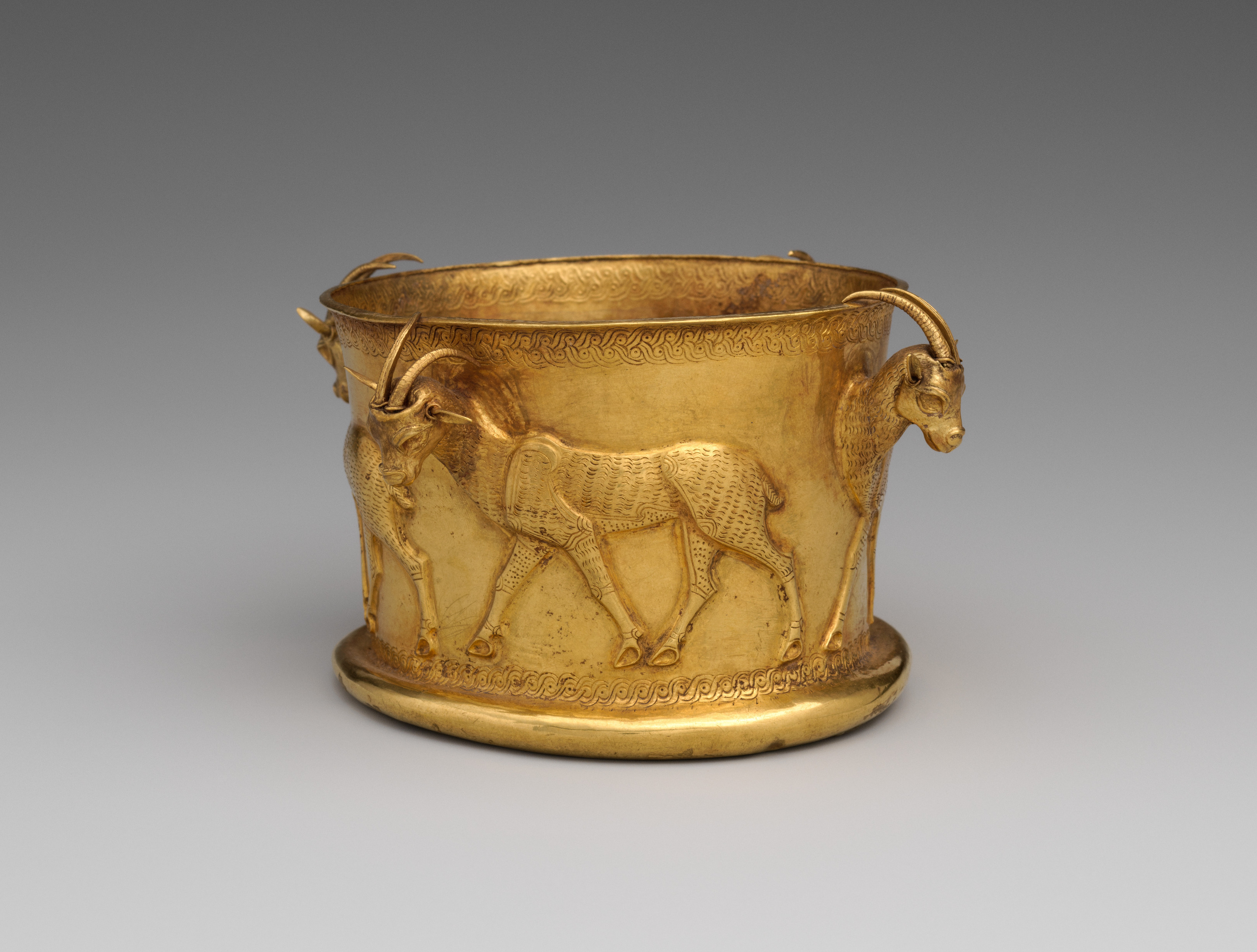
كأس ذهبية مزخرفة بشريط من الغزلان،متحف المتروبوليتان للفنون.
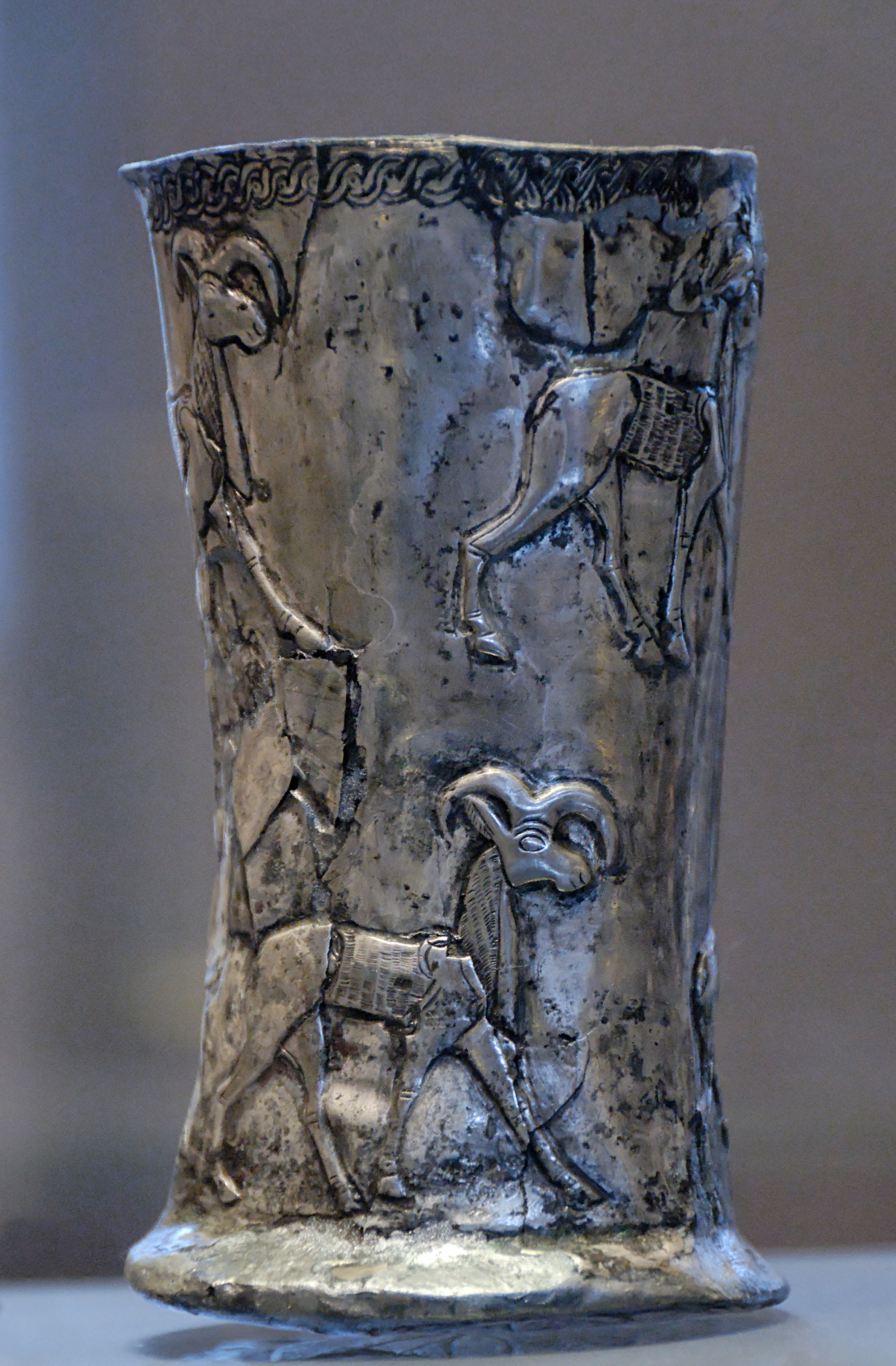
كأس فضية بحافة مزخرفة على شكل خروف، من القرن الرابع عشر إلى الحادي عشر قبل الميلاد.
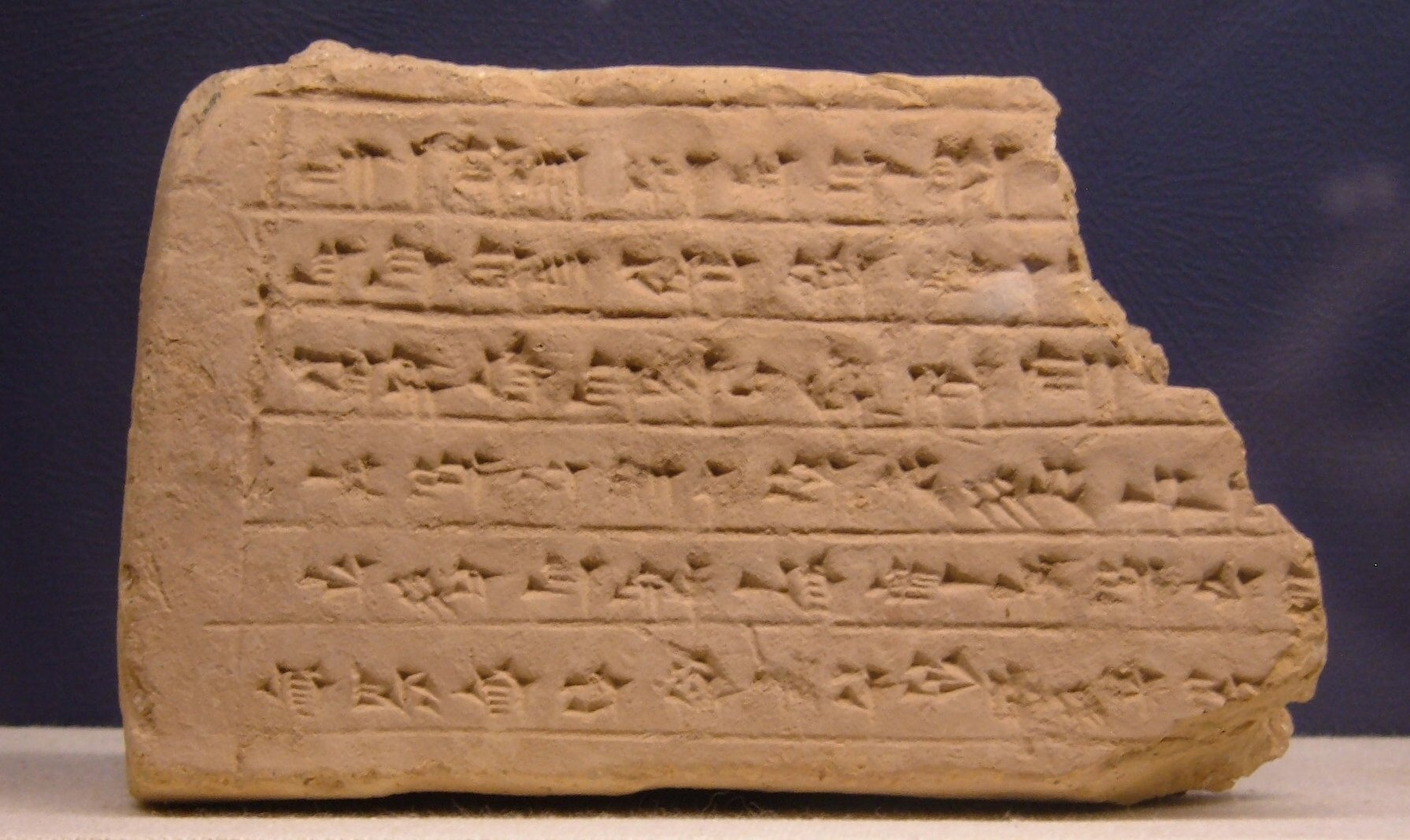
قطعة من الطوب تحتوي على نقوش بالخط المسماري الإيلامي.
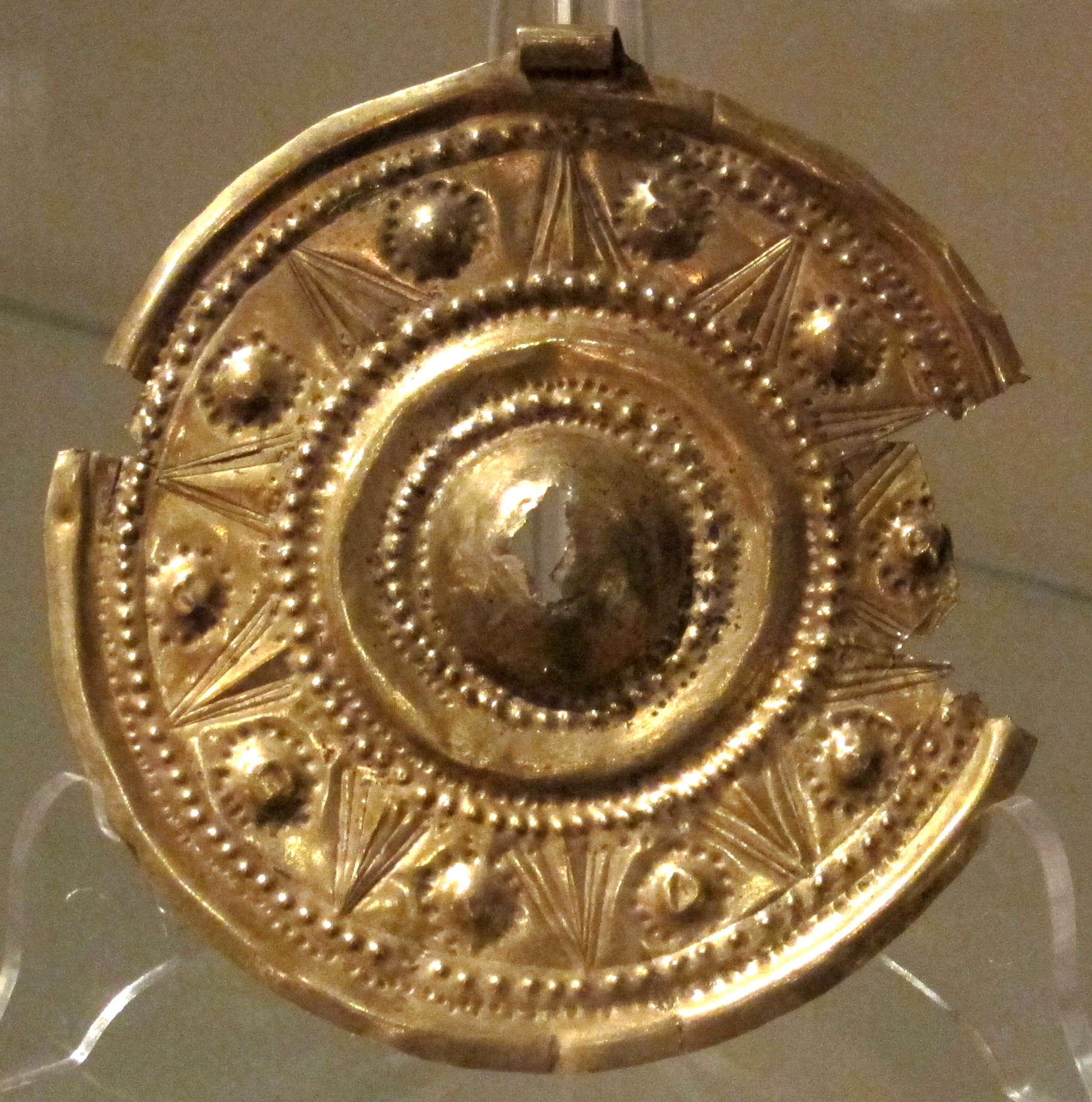
قلادة على شكل أقراص، متحف الفن الشرقي الوطني، في روما.
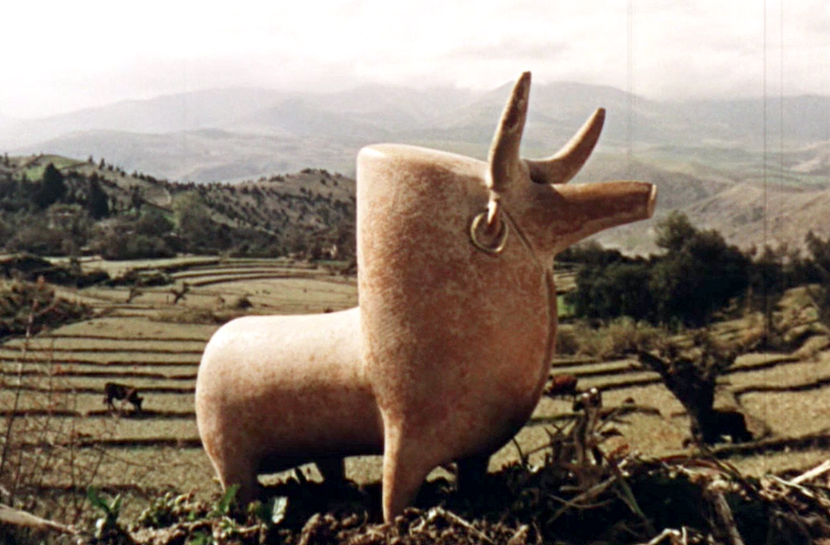
فخار على شكل بقرة.